# Asota tinacria
Asota tinacria là một loài bướm đêm trong họ Erebidae.